# 조반니 그론키
조반니 그론키(이탈리아어: Giovanni Gronchi 조반니 그롱키[*] [ʤoˈvanni ˈɡroŋki], 1887년 9월 10일 ~ 1978년 10월 17일)는 이탈리아의 정치인이다. 1955년부터 1962년까지 제3대 대통령을 지냈다.

## 약력
조반니 그론키는 토스카나 지방의 폰테데라에서 태어났다. 일찍이 가톨릭 신부인 로몰로 무리(Romolo Murri)가 창설한 기독교 운동의 일원이 되었다. 스쿠올라 노르말레 수페리오레 디 피사(Scuola Normale Superiore di Pisa)에서 문학분야 및 철학분야에서 학사 학위를 땄다. 1911년부터 1915년까지 파르마, 마사 디 카라라, 베르가모, 몬차 등의 마을에서 고등학교 교사로 일했다.
제1차 세계 대전 당시 군대에 지원하여 참전했으며 1919년 다른 멤버들과 함께 이탈리아 인민당을 창설하였다. 1919년과 1921년의 국회의원 선거에서 피사의 국회의원으로 당선되었다. 이탈리아 기독교 노동자 연합의 지도자가 되었으며 1922년-1923년 뭇솔리니의 첫 번째 정부 시절 산업 및 상업 정무장관으로 일했다.
1924년 가톨릭 정당인 이탈리아 인민당의 서기 루이지 스투르초(Luigi Sturzo)가 사임한 뒤 이탈리아 인민당의 대표가 되었다. 동년 국회의원 선거에서 재선되었으며 이후 반파시스트 활동에 참가했다. 하지만 1925년부터 1943년까지 그는 정치활동을 하지 않았다. 국가 파시스트당의 일원이 되길 원치 않았던 그는 학교 교사직까지 사퇴했다. 그는 사업가, 판매원, 산업 자본가 등으로만 일했다.

## 전쟁
1943년부터 1944년 사이, 그론키는 조르조 라 피라(Giorgio La Pira), 주세페 도세티(Giuseppe Dossetti), 엔리코 마테이(Enrico Mattei) 등과 함께 기민당의 좌익 공동 창설자가 되었다. 그는 또한 민족해방위원회(Comitato di Liberazione Nazionale)의 일원이 되었다.
1944년부터 1946년까지 산업부 장관으로 일했으며 이후 국회의원이 되었다. 1948년 이탈리아 대의회의 의장으로 당선되어 1955년까지 재직했다.

## 대통령
1955년 루이지 에이나우디(Luigi Einaudi)의 후임을 뽑는 선거에서 당선되었다. 재임 중 좌파 정치가 페르난도 탐브로니(Fernando Tambroni)를 총리로 임명하기도 했다.
그의 재직 중 여러 가지 일이 일어났다. 제노아, 리카타 등과 같은 이탈리아의 몇몇 마을에서 폭동이 일어나는 가 하면 경찰이 시위대를 진압항 5명의 사망자가 발생하였기 때문이다. 내각책임제인 이탈리아에서는 총리가 실권을 쥐기 때문에, 탐브로니 총리가 실권을 쥐긴 했지만, 그저 혼란만 일으킬 뿐이었다.
비록 명목상의 국가원수였지만, 탐브로니의 행동은 결국 그론키에게 부담만 줄 뿐이었다. 그론키 정부는 말기에 가서 레임덕(권력누수 현상)을 보이기 시작했고, 그는 마테이를 지원했지만 후임으로는 안토니오 세니(Antonio Segni)가 당선되었다.

## 말년
퇴임 후 종신 상원의원이 되었다. 1978년, 향년 91세로 타계했다.